# Gazpacho
Gazpacho er en spansk grøntsagssuppe, som spises kold. Traditionelt set laves Gazpacho af olivenolie, eddike, vand, tomater, agurk, grøn italiensk peberfrugt, løg og hvidløg, som alle fintblendes til en suppe. Mange opskrifter benytter desuden også tørt hvidt brød. Suppens farve er orange eller rød - det afhænger af, hvor modne tomaterne er. Suppen spises normalt i de varmeste måneder af sommeren. 
Gazpachos oprindelse er usikker, men den menes at stamme fra det indre Andalusien, hvor somrene er tørre og rigtig varme, og hvor ingredienserne til suppen gror i store mængder. 
På grund af ovenstående bliver Gazpacho også kaldt ”Gazpacho Andaluz”. Dog findes der mange varianter af Gazpacho fra andre regioner, som eksempelvis Castilien-La Mancha, hvor Gazpacho er en varm suppe lavet på andre ingredienser.
Den største portion Gazpacho nogensinde, blev lavet i Almería, Spanien, i 2019. Firmaet Unica Group lavede 9800 liter af gazpacho af 6000 kg. tomater, 300 kg. rød peber, 200 kg. løg, 200 kg. agurk, 1400 liter vand, 550 liter af olivenolie og 350 kg isterninger. 
- Wikimedia Commons har flere filer relateret til Gazpacho

| Mad og drikke | Spire Denne artikel om mad og drikke er en spire som bør udbygges. Du er velkommen til at hjælpe Wikipedia ved at udvide den. |